# Limatia
Limatia is een geslacht van uitgestorven kreeftachtigen uit de klasse van de Ostracoda (mosselkreeftjes).

## Soort
- Limatia quadrispina Schallreuter, 1991 †